# Bezzimyia bulbosa
Bezzimyia bulbosa är en tvåvingeart som beskrevs av Thomas Pape och Arnaud 2001. Bezzimyia bulbosa ingår i släktet Bezzimyia och familjen gråsuggeflugor. Inga underarter finns listade i Catalogue of Life.